# Esfahanmatta

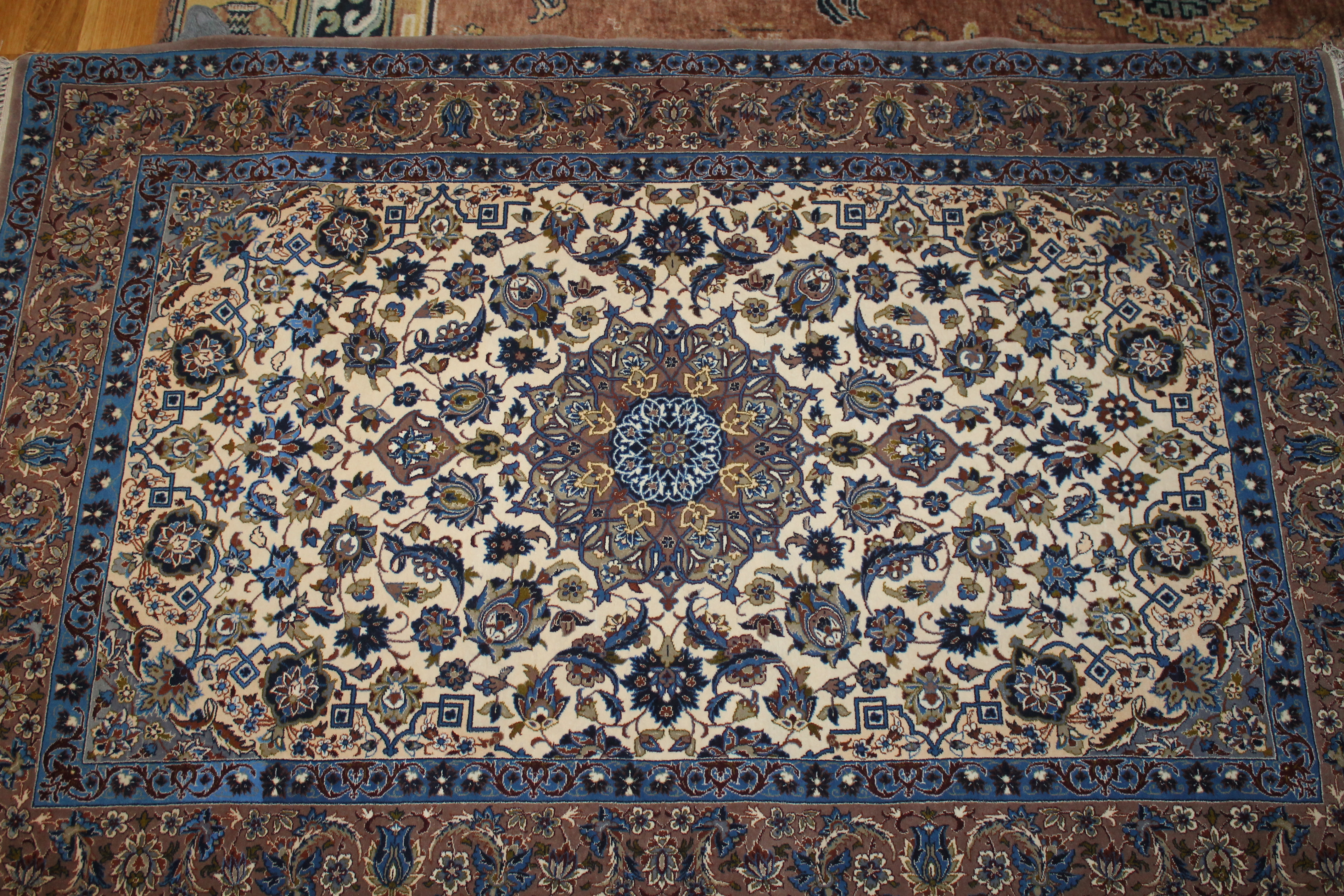
Esfahanmatta

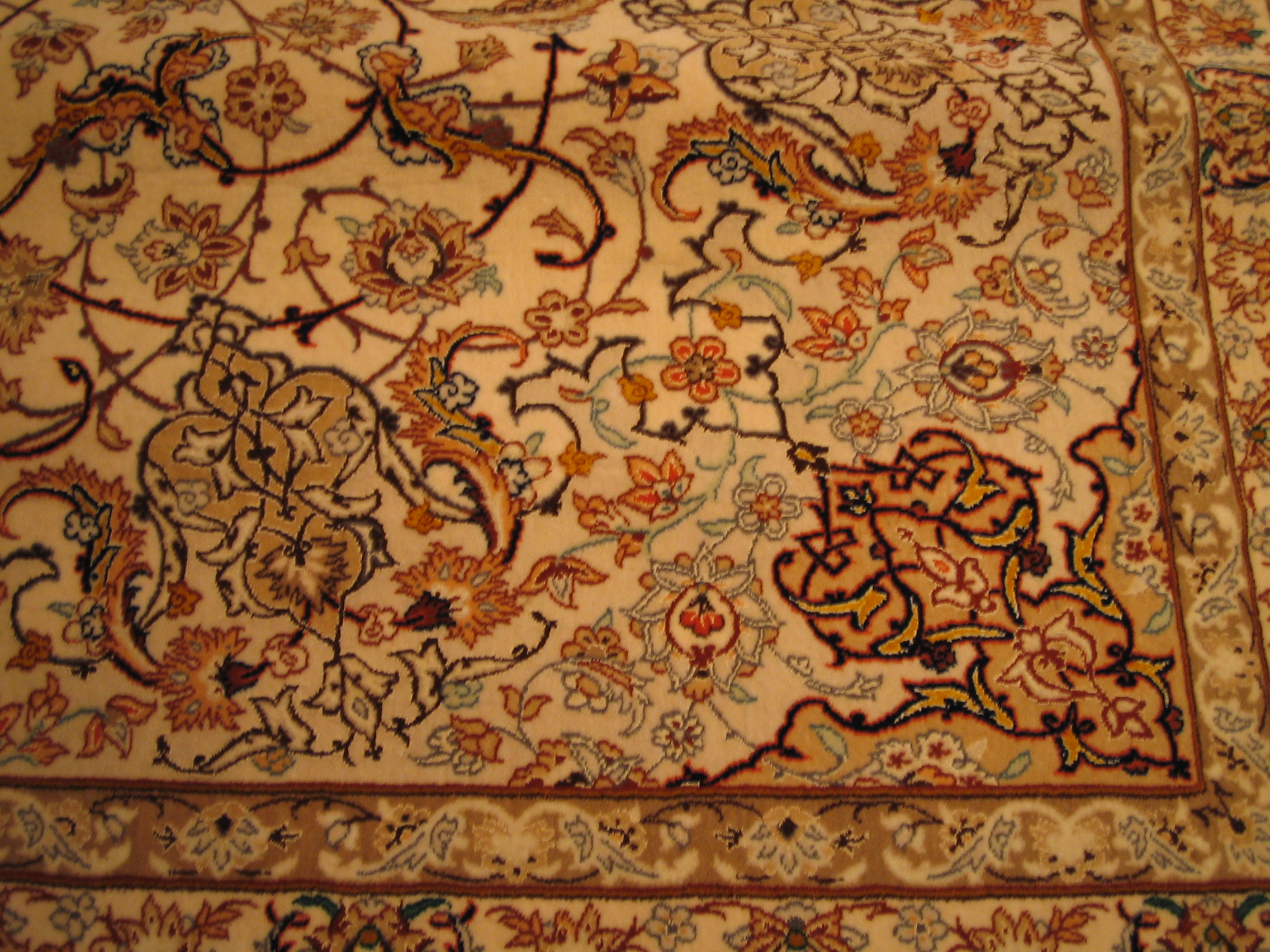
Detalj av esfahanmatta

Esfahanmatta, är en typ av persisk matta, som vävs i staden Esfahan i centrala Iran. Denna typ av mattor har också i Europa gått under namnet polenmatta. Esfahan (Isfahan) blev mot slutet av 1500-talet huvudstad för Shah Abbas I.
Esfahanmattor var bland de första orientaliska mattor som blev kända i Europa. Högkvalitetsmattor i silke, med inslag också av silver och guld, gavs också som gåvor av Shah Abbas till dignitärer i Västerlandet. En handelsväg till Europa för mattor från det persiska riket gick i början av 1600-talet med armeniska handelsmän från Nya Jolfa vid Esfahan genom Polsk-litauiska samväldet, vilket ledde till att de persiska mattorna kom att benämnas polenmattor.

## Beskrivning
Mattvävare i Isfahan på 1500-talet influerades av konstformer som kalligrafi, bokkonst och mosaik. Under denna era introducerade den kejserliga huvudstadens persiska mattformgivare distinkta blomstermotiv. Den mest populära designen är med en central medaljong, omgiven av vinrankor eller blommor, som vanligen är röda och indigo mot en elfenbensvit bakgrund.
Färgerna kan variera, med variation också av dämpade och klara färger.

## Bildgalleri

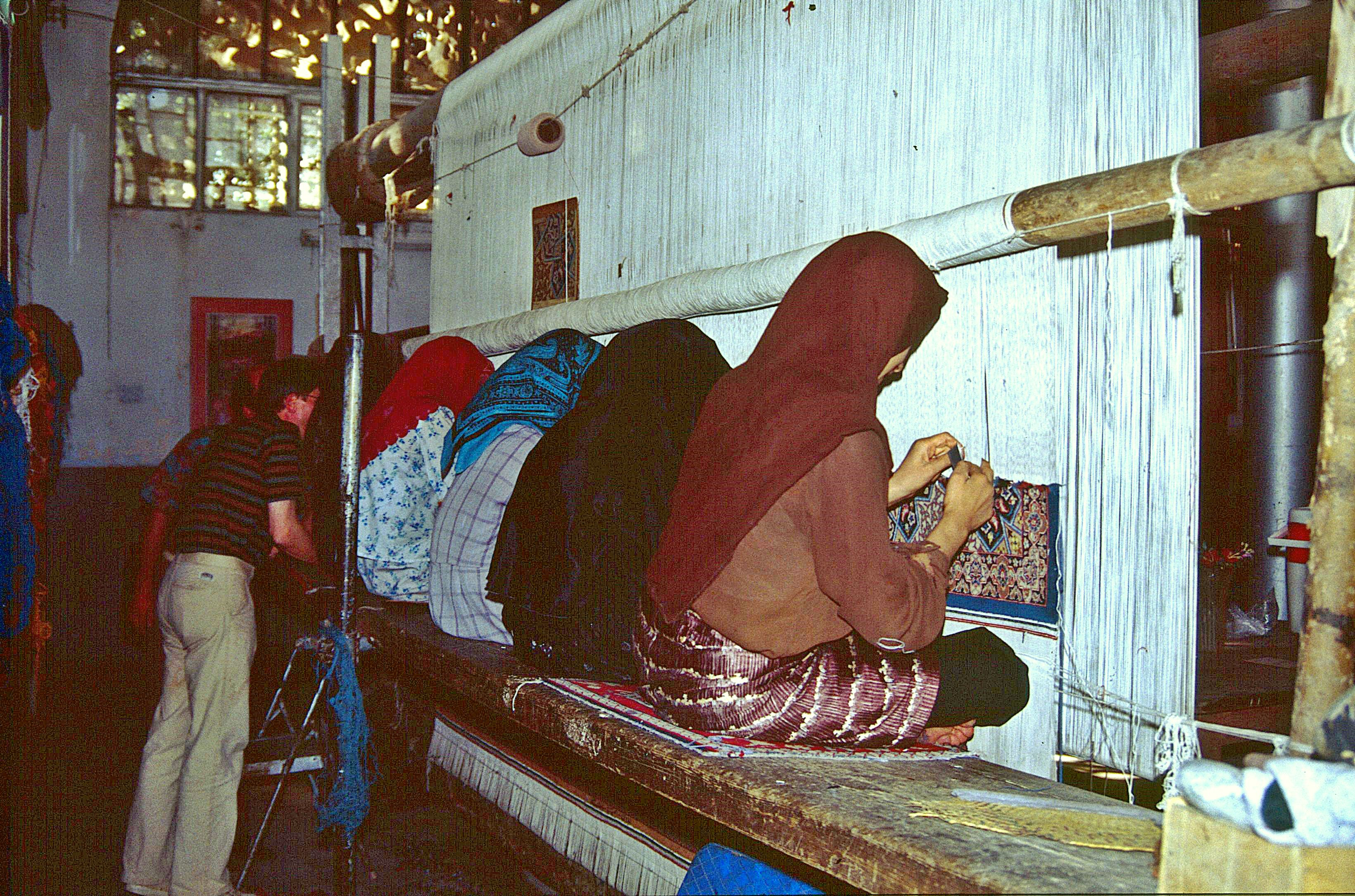
Mattvävning i Esfahan, 1991
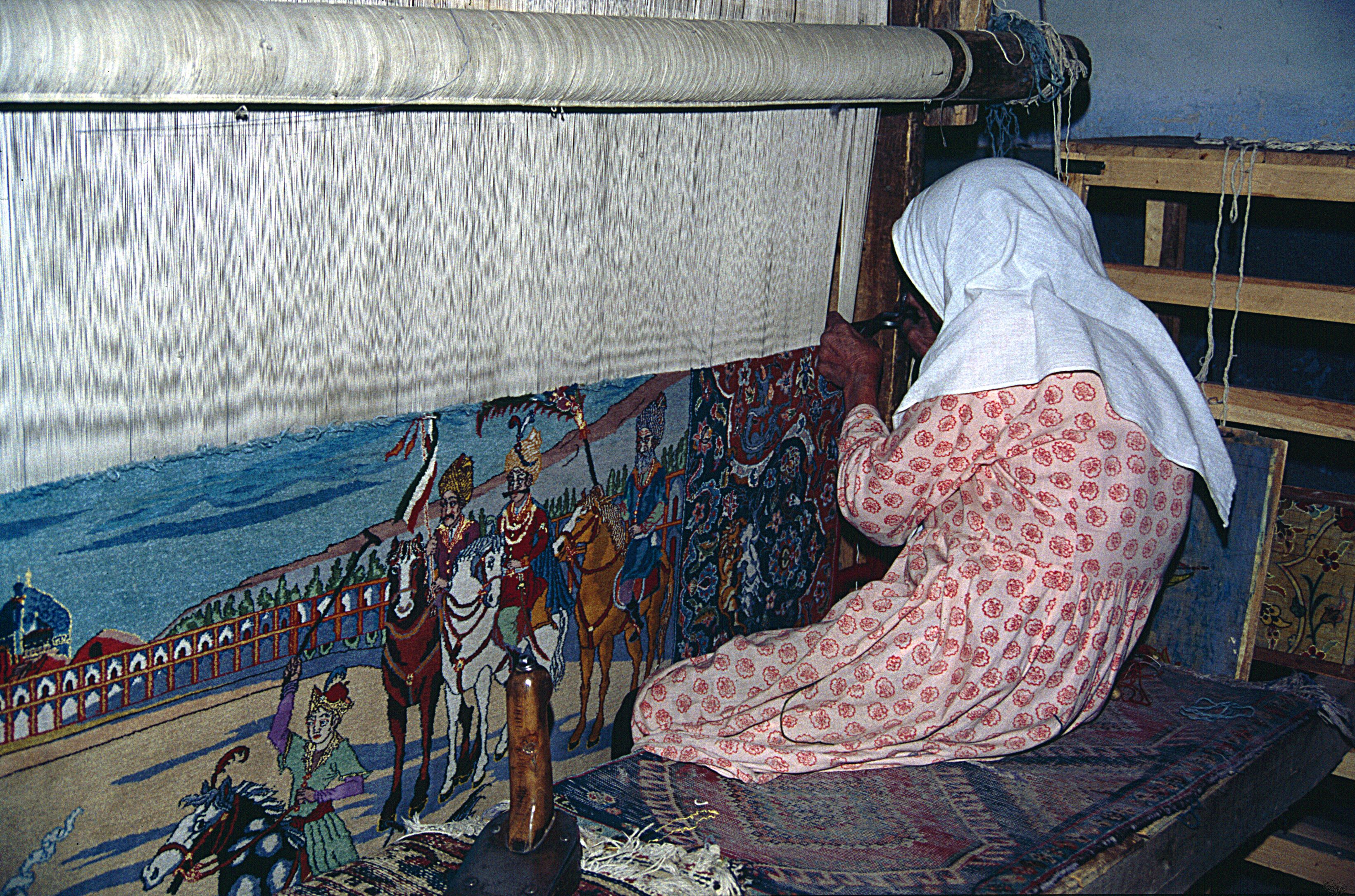
Mattvävning i Esfahan, 1991
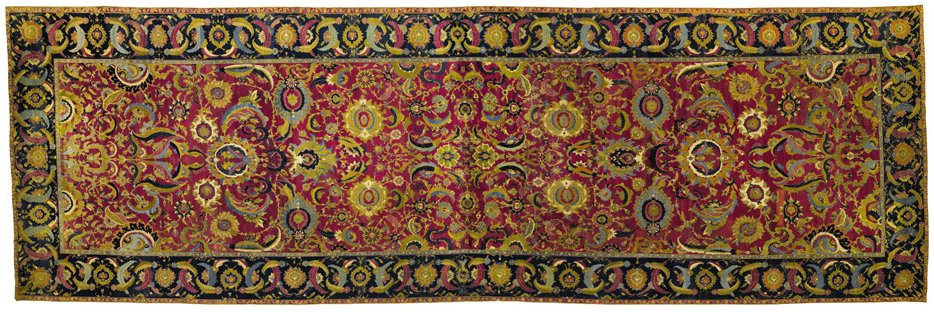
"Lafõesmattan" från 1600-talet
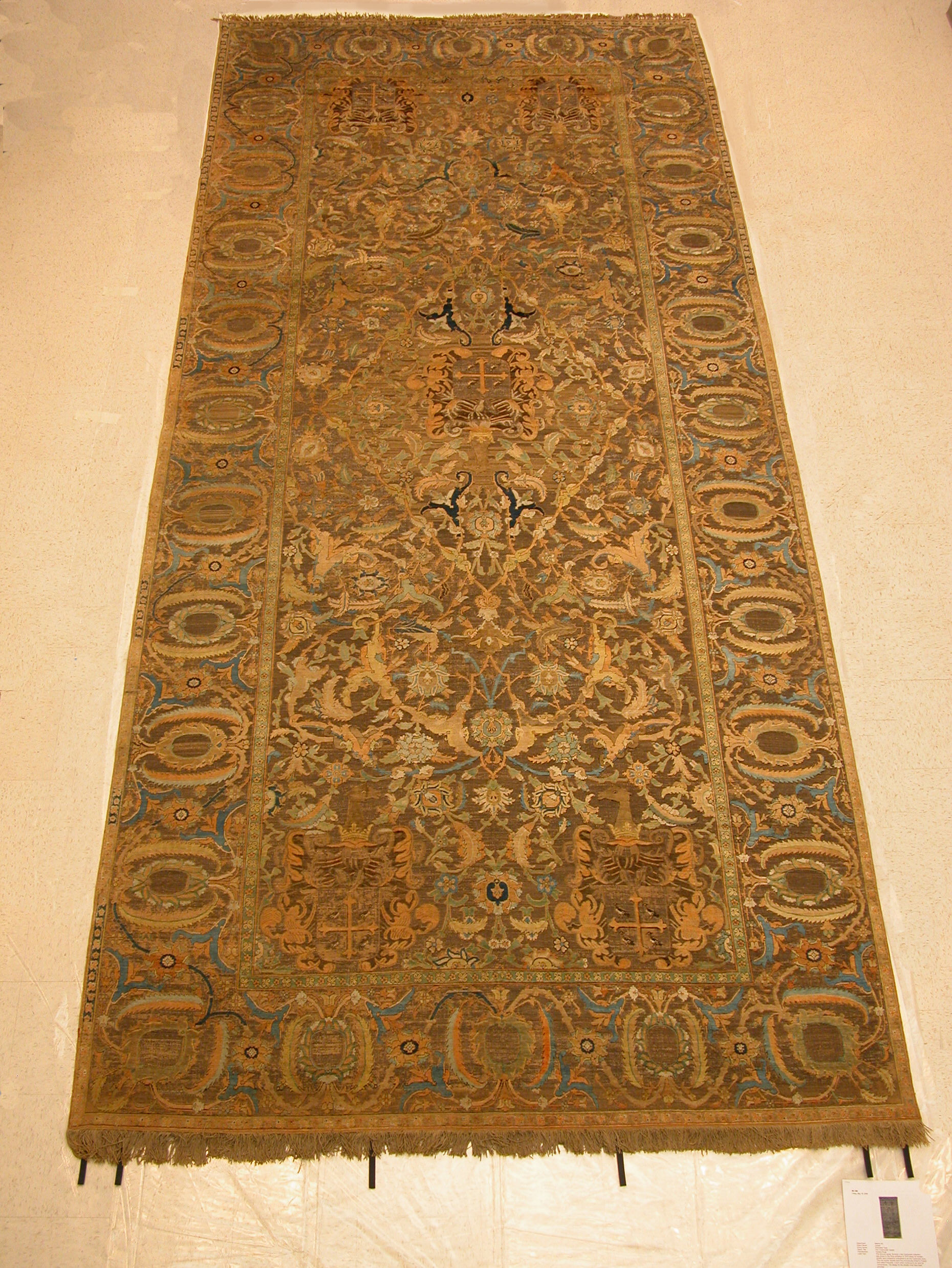
Czartoryskimattan från 1600-talet
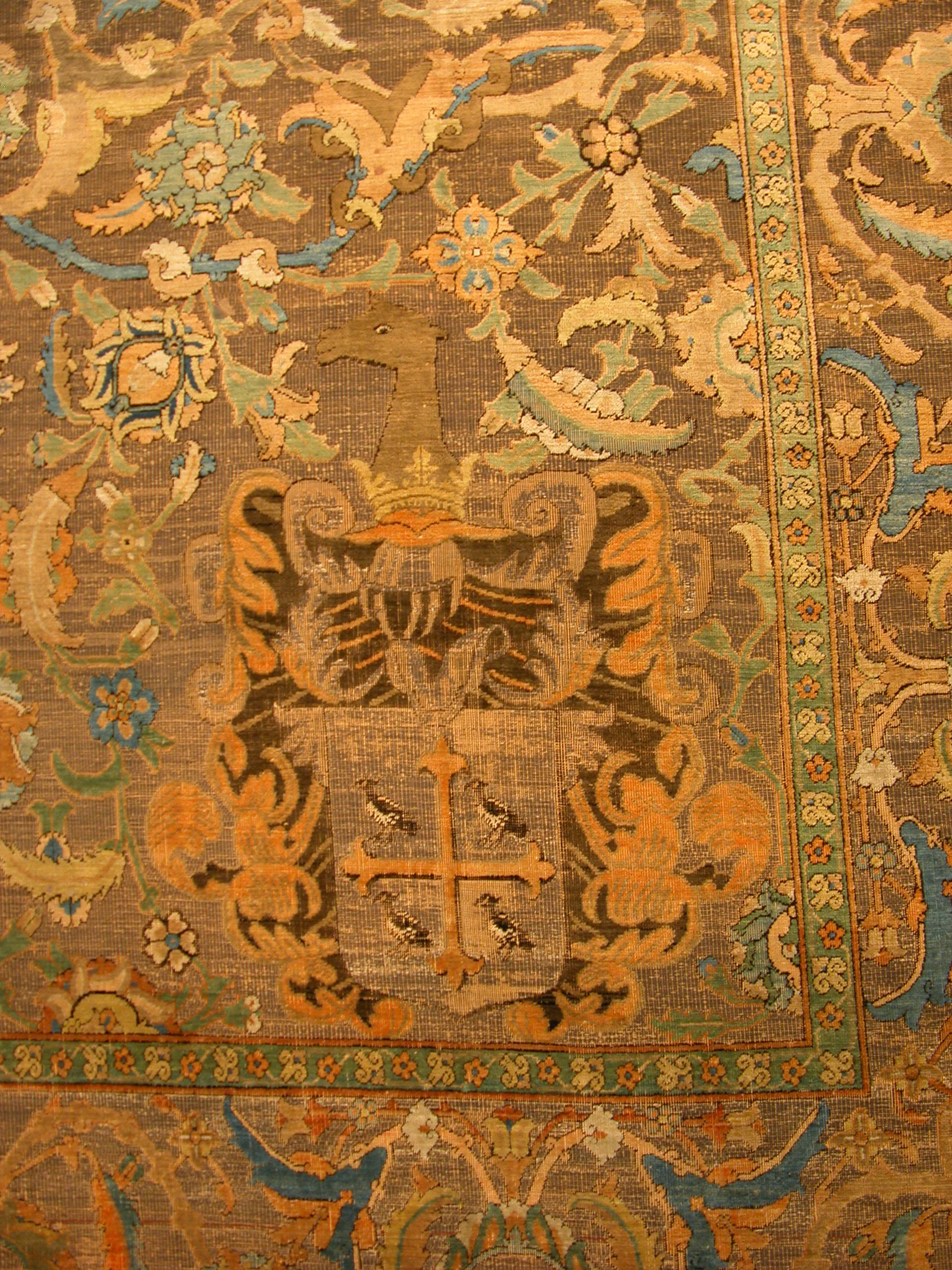
Det invävda adelsvapnet för familjen Myszkowski i Czartoryskimattan
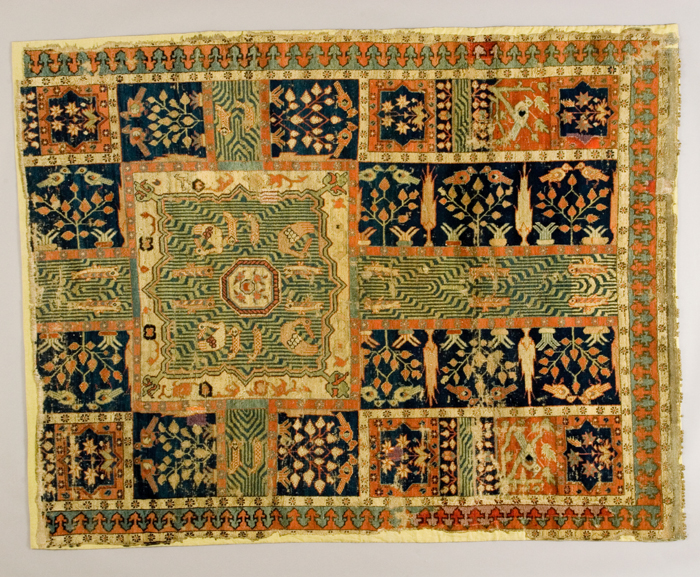
Trädgårdsmotiv på Esfahanmatta från 1600- eller 1700-talet
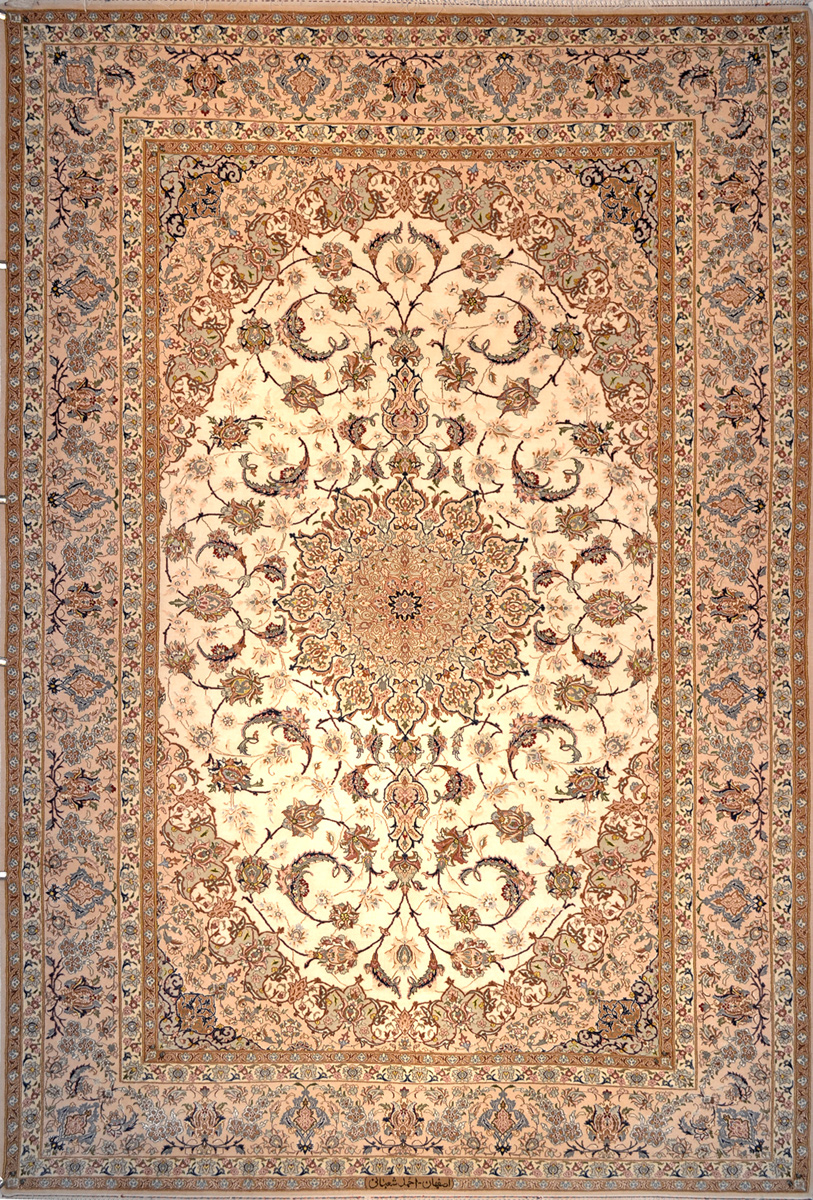
Esfahanmatta
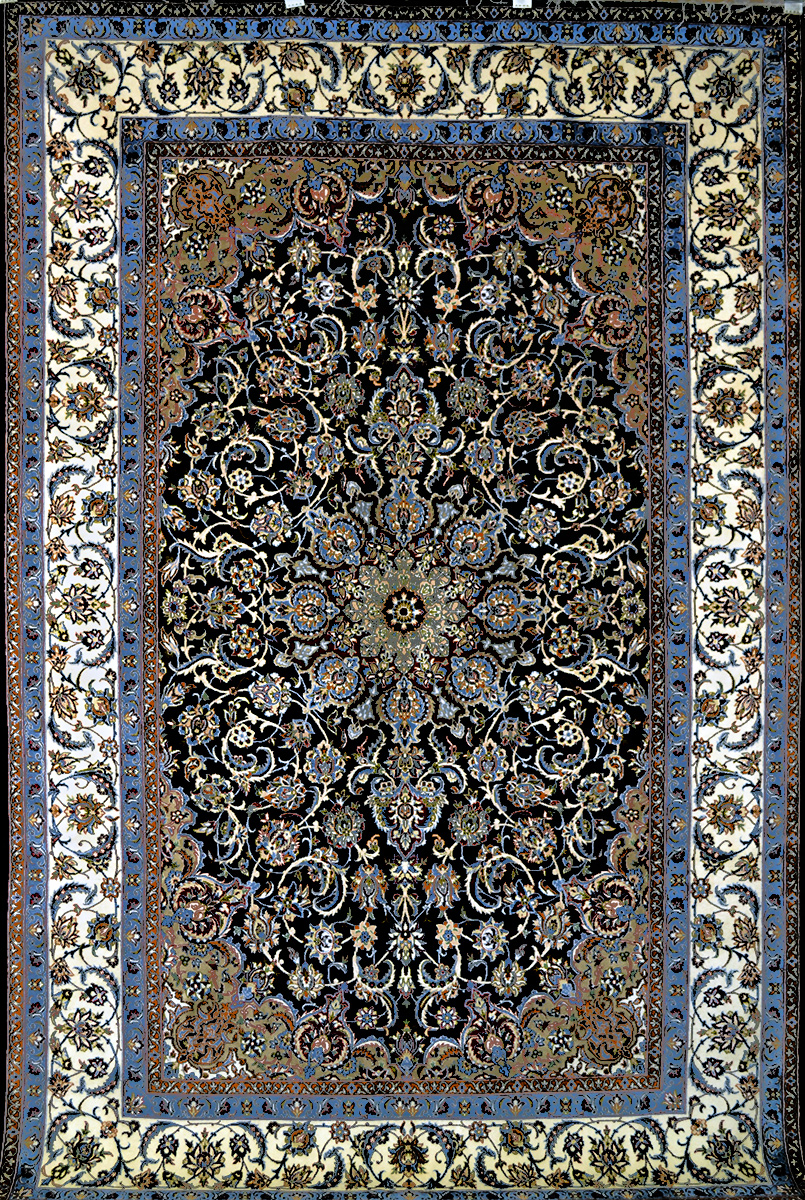
Silkesmatta från Esfahan
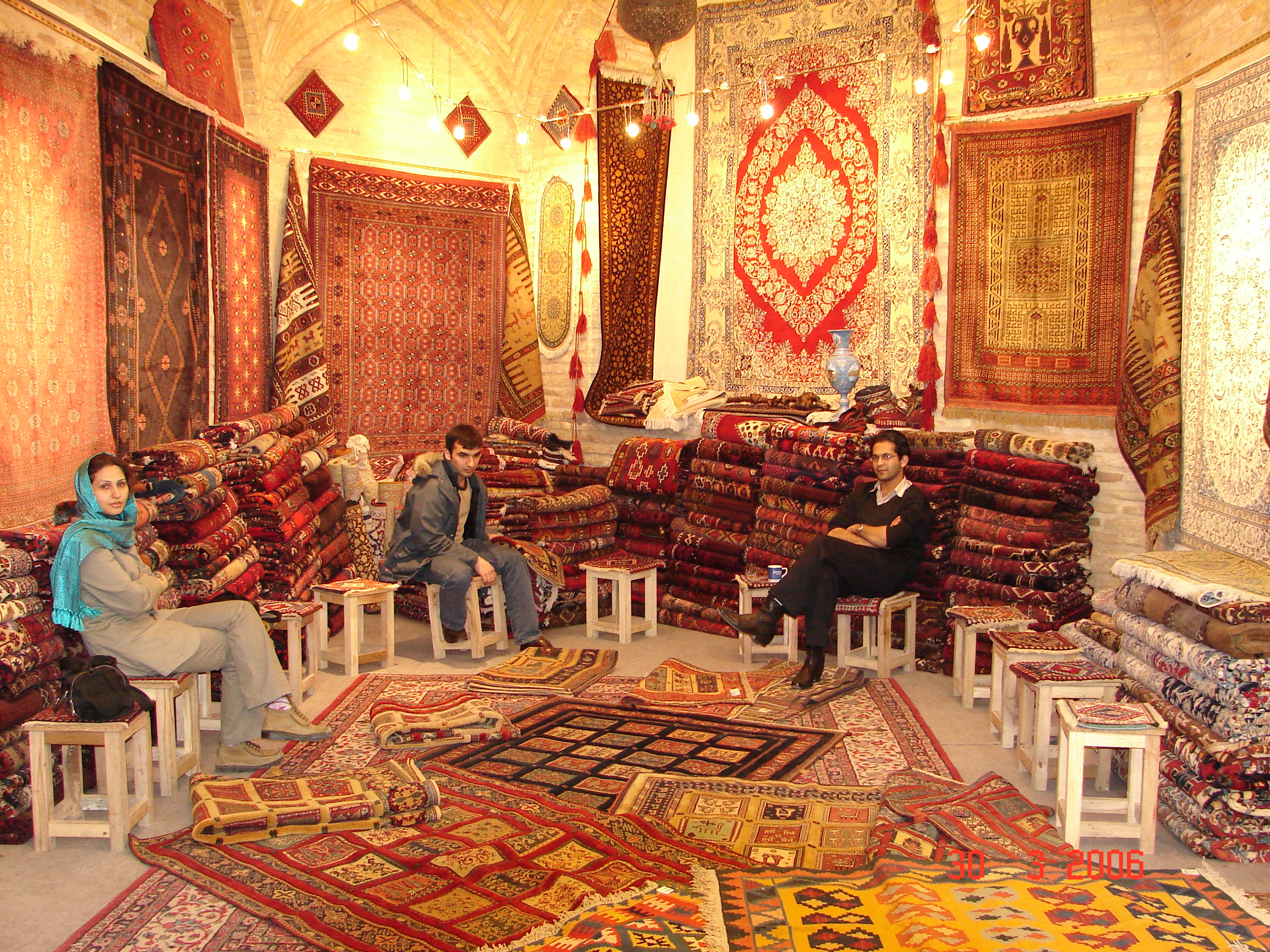
Mattaffär i Esfahan, 2005